# Titeuf : Méga-Compet'
Titeuf : Méga-Compet' est un jeu vidéo de type party game, développé par Eden Games et édité par Atari Inc., publié le 24 septembre 2004 sur PlayStation 2 et Microsoft Windows, et le 1er octobre 2004 sur Game Boy Advance. Inspiré de la bande dessinée Titeuf de l'auteur suisse Zep, il est le troisième opus de la série des jeux vidéo Titeuf, le précédent étant Titeuf : Ze Gag Machine publié en 2002. Un remake ayant pour titre Titeuf: Mega Party sort le 21 novembre 2019. 

## Trame

### Scénario
C'est à la veille de la rentrée des classes, et après avoir regardé une émission scientifique à la télévision, qu'Hugo, l'un des amis de Titeuf, explique à ce dernier que « seuls les meilleurs seraient clonés » et que pour « échapper au clonage », il faut faire un maximum de bêtises,,. Pendant la séquence de fin du jeu, le recteur est invité en classe par la maîtresse pour remettre à l'élève le plus méritant, François, deux places pour aller voir le groupe 2BeLove en concert. Ce dernier choisit d'emmener Nadia avec lui. Titeuf et ses copains se retrouvent soulagés au départ de ne pas avoir été clonés mais sont également déçus car ils auraient voulu la récompense.

### Univers
Titeuf : Méga-Compet' propose de faire revivre au joueur l'année scolaire de Titeuf. Pour ce faire, le jeu emprunte à l'univers des bandes-dessinées homonymes des éléments comme l'école et sa cour de récréation, les montagnes et son chalet et le parc d'attractions Méga-Fun Land. Titeuf explore son environnement et croise d'autres personnages, qu'ils soient camarades élèves, professeurs ou simples personnages secondaires, à qui il parle notamment pour avoir des indices sur les bêtises ou mini-jeux à effectuer. Par la suite, et constamment après avoir activé un défi, Titeuf se met à danser.

## Système de jeu
Le joueur peut incarner l'un des dix personnages de l'univers de Titeuf, dont Titeuf, Manu, Nadia, Nathalie, Dumbo, Jean-Claude, Vomito, Julie, Puduk, ou Morvax (jouable jusqu'à quatre joueurs dans certains modes de jeux spécifiques) avec lesquels il peut marcher, courir et interagir avec le décor et les 85 personnages du jeu.
Le joueur peut choisir parmi six modes sur la version PlayStation 2 : « L'Année scolaire », « Duels », « Méga duels », « Duels de la mort », « Méga balaise » et de manière optionnelle « L'Œil bionique »,,. Le mode principal, « L'Année scolaire », qui peut se jouer en solo contre l'ordinateur, et jusqu'à 2 ou 4 joueurs (sur PlayStation 2 ou Game Boy Advance respectivement), permet au joueur de débloquer des défis et certains personnages (Julie, Puduk, ou Morvax). Dans ce mode, le joueur accède à un total de trois épisodes, qui sont par ordre chronologique : « La Rentrée des classes », « La Classe neige » et « La Vie de quartier ». Au total, il existe une cinquantaine de mini-jeux et bêtises, et l'objectif principal est d'explorer son environnement pour les déclencher et en réussir le plus possible. Chaque épisode possède ses propres décors et ses mini-jeux spécifiques, parmi lesquels « Bombe glavonique », « Dinosaure explosif », « Tcherno-débile », «  Hockey-crotte », et « Zik machine » notamment. Les terminer permet de remplir suffisamment la « jauge de Méga-Cool » et ainsi de débloquer l'épisode suivant.
Basée sur le même concept, la version Game Boy Advance, elle, est différente dans son gameplay et ne comprend que deux modes : « L'Année Titeuf » (mode aventure) et « Mega Compet' » (mode défis libres). Dans le premier mode, les différents défis sont découpés en semaines, et le joueur doit gagner suffisamment de points — regroupés sur trois lignes : « Méga bisou », « Méga style », et « Méga bêtise » — pour passer à la semaine suivante. Les défis consistent notamment à faire tourner rapidement un tourniquet pour faire vomir un camarade, gribouiller des dessins sur une copie blanche, acheter des magazines, avaler un hamburger gigantesque, secouer une canette de soda, et imiter les mouvements d'un ninja devant un téléviseur. La présentation de ces défis se fait sur le téléphone portable de Titeuf qui reçoit des SMS de ses amis.

## Développement
En tout début mai 2004, la société Atari Inc. annonce la conception d'un nouveau jeu vidéo basé sur l'univers de la bande dessinée Titeuf,, qui succèdera à Titeuf : Ze Gag Machine, publié en 2002. La sortie de ce jeu, qui a pour titre provisoire Titeuf Cool Attitude, et qui vise un public jeune âgé entre 8 et 14 ans, est prévue pour septembre de la même année. Eden Games, un studio français fondé en 1997, appartenant à Atari, est chargé de son développement. 
Un spot publicitaire est diffusé plus d'une semaine avant la sortie du jeu, qui est finalement rebaptisé rebaptisé Titeuf : Méga-Compet'. Le jeu est publié le 24 septembre 2004 sur PlayStation 2 et Microsoft Windows, et le 1er octobre 2004 sur Game Boy Advance. Les versions PlayStation 2 et Windows sont entièrement réalisées en 3D (2D pour la version Game Boy Advance), et comprennent 15 000 animations différentes, 5 000 échantillons de voix et 29 musiques originales. La version PlayStation 2 possède une option de mini-jeux jouables uniquement avec l'EyeToy. La musique d'introduction du jeu deviendra plus tard celle de la deuxième saison de la série d'animation, diffusée en 2005. 18 ans plus tard, un prototype du jeu Titeuf Cool Attitude sur Game Boy Advance, qui diffère de sa version finale, est mis en ligne le 1er janvier 2022, et librement accessible.

## Distribution
- Sabrina Leurquin : Manu, Dumbo, Nathalie, la Maîtresse, l'infirmière
- Caroline Pascal : Nadia, Julie, Les Triplés
- Donald Reignoux : Titeuf, Hugo, Diego, voix additionnelles
- Thierry Ragueneau : Le père de Titeuf, Vomito, Puduk, Morvax, Le Journaliste de la Télé, Le Concierge, Le Directeur, Ramon, Le Motard, voix additionnelles

Sources : catalogue.bnf.fr [réf. à confirmer]

## Accueil
De par sa portée uniquement limitée à la France, et donc sans import dans d'autres pays,, Titeuf : Méga-Compet' n'attire que très peu la presse spécialisée. Dans sa globalité, le jeu reste généralement apprécié par les joueurs, en particulier le jeune public, pour « son côté débile et le fait d'incarner Titeuf dans ses bêtises ». 
Le jeu est accueilli de manière très mitigée, et souvent comparé à Mario Party,. Bien que l'univers de la bande dessinée soit « très bien transcrite »,, les mini-jeux, eux, sont qualifiés de « bien douteux », « trop peu nombreux » et peinent à rallonger la durée de vie du jeu. La presse regrette également la courte durabilité de la version Game Boy Advance, qui ne s'étend que sur 3 à 4 heures de jeu « en visant large ». Sur cette même version, la presse loue les défis déblocables qui peuvent être joués avec un ami, « mais le système de console partagée, s'il est louable, n'en est pas moins peu pratique ». Concernant la bande-son, la presse remarque que les voix de tous les personnages ne sont pas les mêmes que dans la série d'animation, et certains dialogues sont considérés « assez graveleux ». La musique est « trop timide et contribue à une atmosphère qu’on aurait voulue plus folle ». 

## Postérité
Le 29 mars 2019, la société Microids annonce la sortie d'un jeu intitulé Titeuf : The Game sans donner plus amples détails. Le 2 septembre 2019, la société annonce finalement la sortie d'un remake de Titeuf : Méga-Compet' intitulé Titeuf: Mega Party, sur Nintendo Switch, PlayStation 4, Xbox One et PC.